# Tour of Uppsala
Tour of Uppsala är ett etapplopp för damer som årligen anordnas i Uppsala i Sverige. Loppet klassas sedan 2022 som en 2.1-tävling av UCI och tidigare mellan 2018 och 2019 som en 2.2-tävling.

## Historia
Loppet bildades 2018 som ett komplement till herrloppet Scandinavian Race. Första upplagan kördes i två etapper och vanns av Ida Erngren från Upsala CK. Till 2019 utökades tävlingen till tre etapper samt från åtta till 16 lag. Andra upplagan vanns av Sara Mustonen. Tävlingen blev dock inställd både 2020 och 2021 på grund av covid-19-pandemin. Tredje upplagan arrangerades 2022 och vanns av Nathalie Eklund.

## Vinnare
| År   | Vinnare                                 | Tvåa                                    | Trea                                    |
| ---- | --------------------------------------- | --------------------------------------- | --------------------------------------- |
| 2018 | Ida Erngren                             | Kathrin Schweinberger                   | Sara Mustonen                           |
| 2019 | Sara Mustonen                           | Vita Heine                              | Lauren Dolan                            |
| 2020 | Inställd på grund av covid-19-pandemin. | Inställd på grund av covid-19-pandemin. | Inställd på grund av covid-19-pandemin. |
| 2021 | Inställd på grund av covid-19-pandemin. | Inställd på grund av covid-19-pandemin. | Inställd på grund av covid-19-pandemin. |
| 2022 | Nathalie Eklund                         | Mari Hole Mohr                          | Stine Borgli                            |